# WTA Montreal-2
Das WTA Montreal-2 (offiziell: Player’s Classic) ist ein ehemaliges Damen-Tennisturnier der WTA Tour, das in der Stadt Montreal, Kanada, ausgetragen wurde.

## Siegerliste

### Einzel
| Jahr | Siegerin            | Finalgegnerin  | Ergebnis |
| ---- | ------------------- | -------------- | -------- |
| 1978 | Caroline Stoll      | Françoise Dürr | 6:3, 6:2 |
| 1980 | Martina Navratilova | Greer Stevens  | 6.2, 6:1 |

### Doppel
| Jahr | Siegerinnen                    | Finalgegnerinnen          | Ergebnis         |
| ---- | ------------------------------ | ------------------------- | ---------------- |
| 1978 | Julie Anthony Billie Jean King | Ilana Kloss Marise Kruger | 6:4, 6:4         |
| 1980 | Pam Shriver Anne Smith         | A. Kiyomura G. Stevens    | 3:6, 6:6 Aufgabe |